# 福克斯河 (阿拉斯加州)
福克斯河（英語：Fox River）是位於美國阿拉斯加州基奈半島自治市鎮的一個非建制地區和人口普查指定地區。根據2010年美國人口普查，該地人口為685人，而該地的面積約為335.30平方千米。

## 地理
福克斯河的座標為59°50′51″N 150°55′34″W / 59.84750°N 150.92611°W，而該地的平均海拔高度為160米（即525英尺）。